# 암스테르담 마라톤

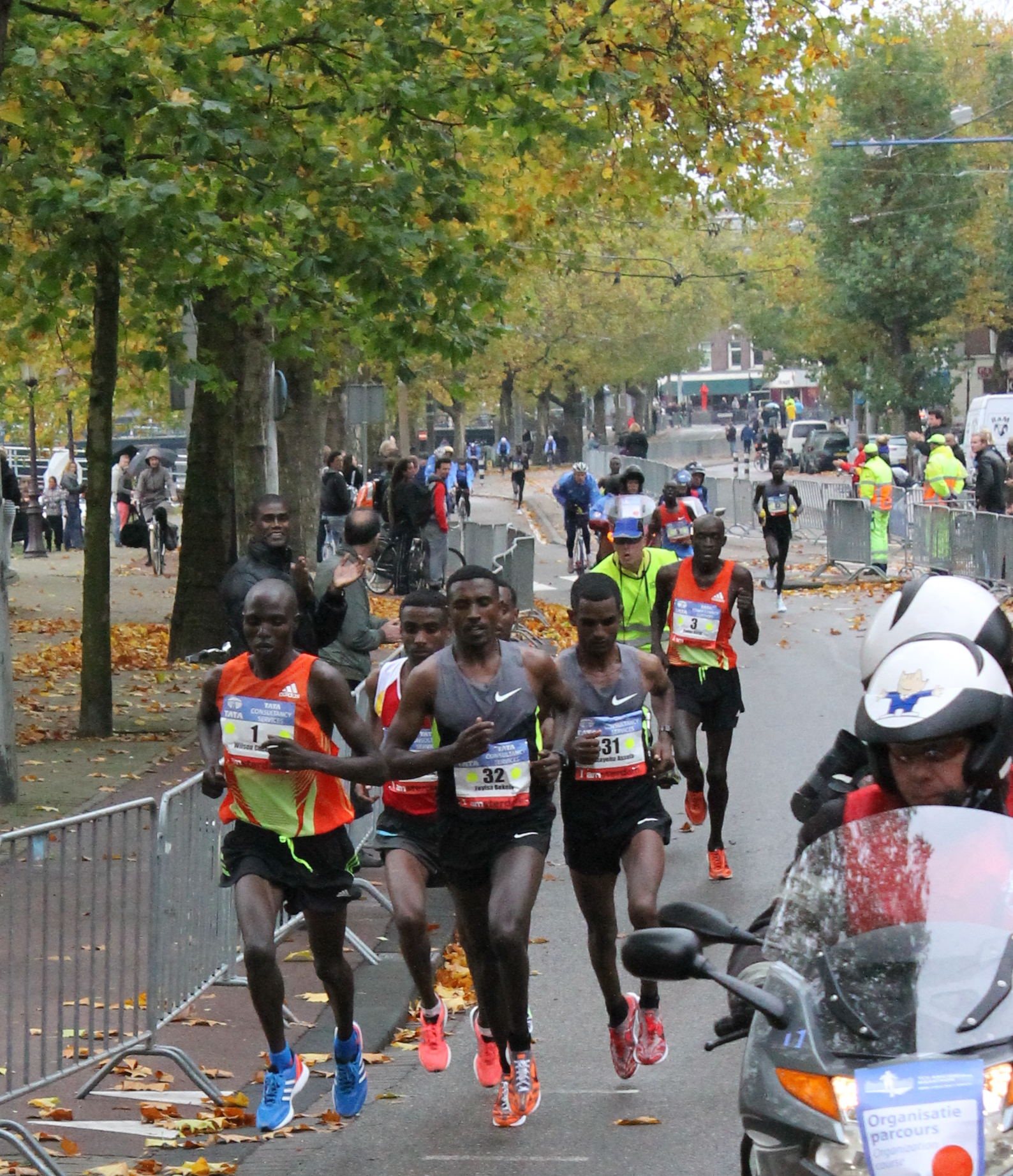

암스테르담 마라톤(Amsterdam Marathon)은 네덜란드, 암스테르담에서 매년 10월에 열리는 마라톤 대회이다. 1975년에 처음 시작되었다.